# فلسفة إيرانية

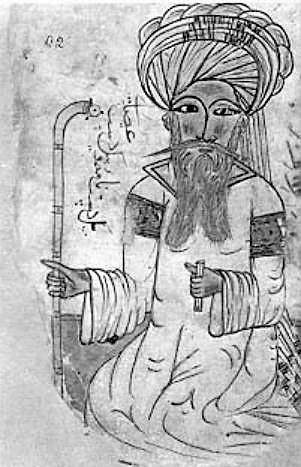

يمكن تتبع الفلسفة الإيرانية أو الفلسفة الفارسية فيما يتعلق بالتقاليد والأفكار الفلسفية الإيرانية القديمة التي نشأت في الجذور الهندية الإيرانية القديمة وكانت تتأثر إلى حد كبير بتعاليم زرادشت. وفقًا لقاموس أوكسفورد للفلسفة، يبدأ التسلسل الزمني لعلم الفلسفة بالهنود الإيرانيين، الذين يرجع تاريخهم إلى 1500 ق.م. ينص قاموس أكسفورد أيضًا على أن «فلسفة زرادشت دخلت للتأثير على التقاليد الغربية من خلال اليهودية، وبالتالي على الأفلاطونية الوسطى».
وعلى مر التاريخ الإيراني وبسبب التغيرات السياسية والاجتماعية الملحوظة مثل الغزو المقدوني والعربي والمنغولي لبلاد فارس، أظهرت تشكيلة واسعة من مدارس الفكر مجموعة متنوعة من وجهات النظر حول المسائل الفلسفية التي تمتد من التقاليد الإيرانية القديمة وبشكل رئيسي التقاليد المرتبطة بالزرادشتية وحتى المدارس التي ظهرت في أواخر العصر الجاهلي، مثل المانوية والمزدكية، فضلاً عن مختلف المدارس في مرحلة ما بعد الإسلام. وقد تميزت الفلسفة الإيرانية بعد الفتح العربي لإيران بتفاعلات مختلفة مع الفلسفة الإيرانية القديمة والفلسفة اليونانية وتطور الفلسفة الإسلامية. وتعتبر مدرسة الإشراق والحكمة المتعالية اثنتين من التقاليد الفلسفية الرئيسية في تلك الحقبة ببلاد فارس. وكان من أبرز فلاسفة هذه الفترة هم ابن سينا وشهاب الدين السهروردي وصدر الدين الشيرازي.

## مدارس الفلسفة الإسلامية

### ألابن سينية
في العصر الذهبي الإسلامي، بسبب مصالحة ابن سينا الناجحة للأرسطية والأفلاطونية جنبا إلى جنب مع الكلام، أصبحت فلسفة ابن سينا في نهاية المطاف المدرسة الرائدة في الفلسفة الإسلامية المبكرة في القرن الثاني عشر، وأصبح ابن سينا السلطة المركزية في الفلسفة. وعلّق عدّة علماء في القرن الثاني عشر على نفوذه القوي في ذلك الوقت:
كان ابن سينا مؤثرًا أيضًا في أوروبا في العصور الوسطى، ولا سيما عقائده حول طبيعة الروح وتمييزه عن جوهر الوجود. وإلى جانبه كانت هناك نقاشات وانتقادات أثيرت في أوروبا المدرسية، وبشكل خاص في باريس، حيث تم حظر ابن سينا لاحقًا في عام 1210. ومع ذلك، فقد أثرت نظريته في علم النفس والمعرفة على ويليام أوف أوفيرني وألبرتوس ماغنوس، بينما أثرت الميتافيزيقيا على فكر توماس الأكويني.
هناك فرعان لفلسفة ابن سينا: فلسفة ابن سينا الإسلامية، وفلسفة ابن سينا اللاتينية. وكانت فلسفة ابن سينا اللاتينية قائمة على أعماله الفلسفية السابقة. اتبعت هذه المدرسة المدرسة المشائية وحاولت وصف بنية الواقع بنظام تفكير عقلاني. وتستند فلسفة ابن سينا الإسلامية على أعماله اللاحقة والتي تُعرف باسم «الفلسفة الشرقية». لذلك، أصبحت الفلسفة في الحضارة الإسلامية الشرقية قريبة من المعرفة العامة وحاولت تقديم رؤية للكون من وجهة نظر روحية. مهد هذا النهج الطريق لمدرسة الإشراق الإيرانية للسهروردي. كتب ابن سينا على نطاق واسع عن الفلسفة الإسلامية، وخاصة موضوعات المنطق والأخلاق والميتافيزيقا، بما في ذلك الأطروحات المسماة المنطق والميتافيزيقيا.

### الإشراقية
الفلسفة الإشراقية هي مدرسة للفلسفة الإسلامية أنشأها شهاب الدين السهروردي في القرن الثاني عشر.الإشراقية هي كلمة مشتقة من «الإشراق» وهي في اللغة الإضاءة والإنارة. واصطلاحا عرّفه البعض بأنه «ظهور الأنوار الإلهية في قلب الإنسان». تعتمد هذه المدرسة على المناهج الفلسفية الإيرانية القديمة، وفلسفة ابن سينا، والأفلاطونية المحدثة والأفكار الأصلية للسهروردي.

وقد تجمع فلسفة الإشراق بين منهجي التفكير العقلاني الفلسفي والتفكير العرفاني القائم على التأمل. وهما منجهان مختلفان، ينتمي أحدهما لعالم الفلاسفة والمفكرين، والآخر لعالمِ الصوفية. فالسهروردي يحاول الإصلاح بين المنهج العقلي الخالص عند علماء الكلام، وبين الذوق الصوفي المجرد عند طرق الصوفية لكي يتعانق القلب الصوفي والعقل الكلامي.

### الحكمة المتعالية
الحكمة المتعالية هي مدرسة فلسفية إسلامية، أسّسها صدر الدين الشيرازي المعروف بـ«صدر المتألهين» و«الملّا صدرا» في القرن السابع عشر.
ومن أهم النظريات التي قامت عليها هذه المدرسة هي نظرية أصالة الوجود واعتبارية الماهية، بعد أن كانت الفلسفة الإسلامية مبنيّة على القول بأصالة الماهية. وتتميز هذه المدرسة باستقائها من مصادر الدين الإسلامي الأساسية كالقرآن والروايات المعتبرة، ومن الوجدان والشهود فضلاً عن اعتمادها على المنهج العقلي البرهاني. وقد وسّع صدر المتألهين في مدرسته هذه من رقعة المسائل الفلسفية حتّى أنّه «أضاف خمسمائة مسألة مبتكرة على مسائل الحكمة اليونانيّة التي لم تتجاوز أصولها المائتي مسألة، فأوصل مسائل الحكمة إلى سبعمائة مسألة».